# Strašidelný zámek
Strašidelný dvůr, nesprávně také jako Strašný dvůr (polsky Straszny dwór, přesnější český překlad je Strašidelný zámek, neboť polský výraz dwór přestavuje menší šlechtické sídlo) je polská opera ve čtyřech dějstvích Stanisława Moniuszka z let 1861–1864 na libreto Jana Chęcińského. 
Světová premiéra se konala ve Varšavě 28. září 1865. Opera je považována za nejlepší Moniuszkovu operu a zároveň za nejlepší polské dílo tohoto typu 19. století.
Dílo se vyznačuje silným vlasteneckým podtextem s romantickými i komediálními rysy. Z těchto důvodů byla populární u polského publika, dostala se však také do střetu s ruskými úřady, neboť v době uvedení opery bylo Polsko pod ruskou nadvládou. Ty operu zakázaly a po pádu lednového povstání dílo se stalo velkým manifestem polského vlastenectví.

## Vznik a přijetí opery

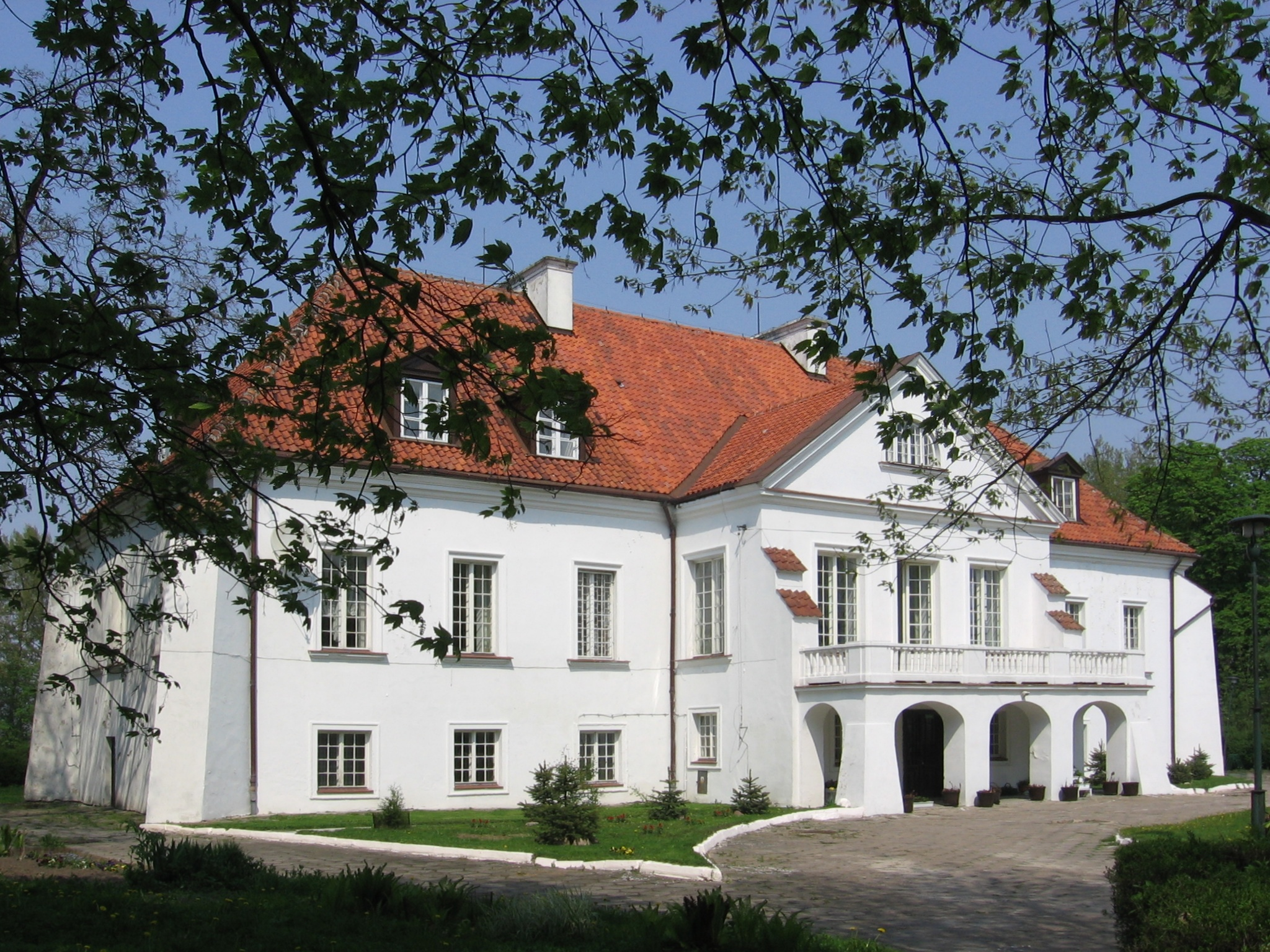
Panský dům v Kalinowě, prototyp panství titulu (2006)

V polovině 19. století bylo Polsko rozděleno na části a mnoho polských spisovatelů, umělců a hudebníků se v této době zabývalo problematikou boje proti germanizaci a rusifikaci. Podobná témata najdeme také v opeře Strašidelný zámek, a to jak v hudebním zpracování, tak v literární předloze.
Děj nastiňuje zároveň idylický obraz života v polském šlechtickém sídle a současně zdůrazňuje odvahu, statečnost a připravenost bojovat proti nepřátelům vlasti se zbraní v ruce coby povinnosti vlastence. Již v prvních scénách opery je patrný konflikt mezi přirozenou touhou vést pokojný život v rodinném domě, založit rodinu a vlasteneckou povinností bránit vlast se zbraní v ruce. Národní charakter díla v souvislosti s vybízením k odporu vůči vnější moci se stal základem ruské cenzury.
Strašidelný zámek je jednou z nejčastěji uváděných oper v Polsku. Vyznačuje se intuitivní harmonizací, vyspělou strukturou scénických obrazů, subtilní, avšak bohatou instrumentací a inovativností melodikou. Skladatel v díle prokázal schopnost umělecké dramatizace, kdy integruje zároveň tradiční polské písně a tance (mazur, polonéza, krakowiak). Práce dokonale odráží tragického ducha té doby.